# Ephippigerida asella
Ephippigerida asella är en insektsart som beskrevs av Navás 1907. Ephippigerida asella ingår i släktet Ephippigerida och familjen vårtbitare. Inga underarter finns listade i Catalogue of Life.